# Landolfo (vescovo di Torino)
Landolfo di Torino (... – Torino, 1037) è stato un vescovo italiano.

## Biografia
Landolfo fu vescovo di Torino dal 1011 al 1037.
Le prime notizie sul suo conto ci pervengono dall'opera di san Pier Damiani sulla vita di san Odilone, il quale lo definisce Cappellano della Cappella Reale.
Come prerogativa iniziale, si pose quella di fare larghe elargizioni a favore del monastero di San Salvatore, fatto erigere dal suo diretto predecessore, ed egli stesso fondò l'Abbazia di Santa Maria di Cavour (Cavorre) nel 1037.
Nel 1018 ospitò presso a Torino il neoeletto arcivescovo di Milano, Ariberto d'Intimiano, che si recò appunto in Piemonte per visitare la diocesi di Torino. Fu Ariberto stesso a spronare Landolfo affinché accrescesse la propria diocesi di nuove chiese e restaurasse quelle già esistenti.
Nel 1015, del resto, era già stato presente a Roma per assistere al Concilio Lateranense voluto da papa Benedetto VIII, portandosi a Pavia nel 1022 per intervenire ad un sinodo assieme al vescovo di Asti ed a quello di Vercelli.
Nel 1029 si trova menzione di un antivescovo nominato in sua opposizione, di nome Pietro, anche se ad oggi non si sono riscontrati dati storici sufficienti a suffragare questa tesi.
Landolfo morì a Torino nel 1037.